# Борсбек
Борсбек (на нидерландски: Borsbeek; на френски: Borsbeek) е селище в Северна Белгия, провинция Антверпен. Населението му е около 10 300 души (2006).